# Ectropotheciella decrescens
Ectropotheciella decrescens är en bladmossart som beskrevs av Fleischer 1923. Ectropotheciella decrescens ingår i släktet Ectropotheciella och familjen Hypnaceae. Inga underarter finns listade i Catalogue of Life.